# آلفين كوين
آلفين كوين (بالإنجليزية: Alvin Queen)‏ هو عازف جاز أمريكي، ولد في 16 أغسطس 1950 في نيويورك في الولايات المتحدة.

## وصلات خارجية
- آلفين كوين على موقع ميوزك برينز (الإنجليزية)
- آلفين كوين على موقع أول ميوزيك (الإنجليزية)
- آلفين كوين على موقع ديسكوغز (الإنجليزية)